# Nguyễn Hoàng Bích
Nguyễn Hoàng Bích sinh năm 1953 tại Quảng Nam, là nhạc sĩ Việt Nam, được tặng Giải thưởng Nhà nước về Văn học Nghệ thuật năm 2022.

## Tiểu sử
Nguyễn Hoàng Bích sinh ngày 1 tháng 2 năm 1953 tại làng Chợ Được, xã Bình Triều, huyện Thăng Bình, tỉnh Quảng Nam.
Nguyễn Hoàng Bích tốt nghiệp Khoa Sáng tác tại Học viện Âm nhạc Huế; từng là diễn viên, nhạc công của Đoàn Văn công giải phóng Quảng Nam và đã trải qua các chức vụ: Trưởng phòng Văn hóa thông tin huyện Thăng Bình; Phó Chủ tịch UBND huyện Thăng Bình; Phó Giám đốc Sở Văn hóa Thể thao và Du lịch tỉnh Quảng Nam.
Nguyễn Hoàng Bích làm Chủ tịch Hội Văn học Nghệ thuật tỉnh Quảng Nam 3 khóa liền: từ khóa 7 (2009-2014), khóa 8 (2014-2019), đến khóa 9 (2019-2024). Như vậy cho đến năm 2024, sau 27 năm thành lập của Hội Văn học Nghệ thuật tỉnh Quảng Nam (Hội được tách ra vào năm 1997), Nguyễn Hoàng Bích là người giữ chức vụ Chủ tịch lâu nhất.

## Sự nghiệp
Ca khúc đầu tay của Hoàng Bích là bài hát "Giấu lúa", ca ngợi tinh thần góp lúa nuôi quân của nhân dân lo cho tiền tuyến. Ca khúc được viết lúc Hoàng Bích 14 tuổi.
Một số ca khúc đáng chú ý của Hoàng Bích: ''Hát về người em gái quê hương'', ''Hồ Cao Ngạn'', ''Tình biển gọi'', ''Hát về cây lúa quê tôi'', ''Hạt bụi hồng'', ''Sẽ đưa em về'', ''Tôi hát tên người Lênin – Hồ Chí Minh''... Ngoài ra ông còn viết một số tiểu phẩm khí nhạc.
Hoàng Bích đã được Hội Nhạc sĩ Việt Nam tặng Huy chương Vì sự nghiệp âm nhạc cùng các giải thưởng, như: Romance ''Hỏi mùa thu'' (1998); ca khúc ''Trà My yêu thương'' – Giải Ba (2001). Hợp xướng 3 chương ''Quê hương trên tầng cao mới'' – Giải C (không có giải A, B - 2011). Ngoài ra, "Hoa phong ba trên đảo Trường Sa" - đạt Huy chương Đồng tại Liên hoan và Hội thi hợp xướng quốc tế lần thứ I tổ chức tại Việt Nam năm 2011.
Hoàng Bích đã xuất bản 4 tập sách nhạc, 5 bộ DVD, CD với gần 10.000 đĩa được phát hành.
Năm 2015, ông được Nhà nước tặng thưởng Huân chương Lao động hạng Ba.
Năm 2022, ông được trao tặng Giải thưởng Nhà nước về Văn học Nghệ thuật với các ca khúc: "Trà My yêu thương", "Hoa phong ba trên đảo Trường Sa".

## Tác phẩm chính
- "Giấu lúa"
- ''Hát về người em gái quê hương'',
- ''Hồ Cao Ngạn'',
- ''Tình biển gọi'',
- ''Hát về cây lúa quê tôi'',
- ''Hạt bụi hồng'',
- ''Sẽ đưa em về'',
- ''Tôi hát tên người Lênin – Hồ Chí Minh''
- ''Quê hương trên tầng cao mới'' (Hợp xướng 3 chương)
- "Trà My yêu thương",
- "Hoa phong ba trên đảo Trường Sa"
- Romance ''Hỏi mùa thu''...

## Giải thưởng
- Romance ''Hỏi mùa thu'' - Hội Nhạc sĩ Việt Nam (1998)
- Ca khúc ''Trà My yêu thương'' – Giải Ba Hội Nhạc sĩ Việt Nam (2001).
- Hợp xướng 3 chương ''Quê hương trên tầng cao mới'' – Giải C (không có giải A, B) - Hội Nhạc sĩ Việt Nam (2011).[9]
- "Hoa phong ba trên đảo Trường Sa" - Huy chương Đồng tại Liên hoan và Hội thi hợp xướng quốc tế lần thứ I tổ chức tại Việt Nam năm 2011.[2]

## Vinh danh
- Giải thưởng Nhà nước về Văn học Nghệ thuật (2022)